# Mahmud Mirza
Mahmud Mirza, död 1495, var en monark ur timuriderdynastin. Han var regerande sultan i Timuriderriket mellan 1494 och 1495.